# Wrixumer Mühle
Die Wrixumer Mühle, auch Osterwindmühle genannt, ist ein Erdholländer im Ort Wrixum auf der Insel Föhr im Kreis Nordfriesland. Die Mühle gilt als das Wahrzeichen des Ortes und ziert dessen Wappen (siehe Bild).
Die Mühle, die bis 1960 in Betrieb war, ist eine von fünf erhaltenen Windmühlen auf der Insel Föhr, jedoch die einzige davon, deren Mühlentechnik im Inneren weitgehend erhalten (wenn auch nicht betriebsbereit) und zu besichtigen ist – die anderen Mühlen sind im Privatbesitz und zu Wohngebäuden umgebaut.

## Geschichte
Eine erste Windmühle in Wrixum wird bereits 1464 urkundlich erwähnt. Es handelte sich dabei, wie zu dieser Zeit in Dänemark und Deutschland noch üblich, um eine Bockwindmühle. Die Mühle war eine Erbpachtmühle des zu dieser Zeit auf der Insel Föhr regierenden dänischen Königs.
Im Jahre 1660 wurde die Mühle bei einem Sturm umgeweht und zerstört; der Müller kam dabei ums Leben. Kurz darauf wurde sie – erneut als Bockmühle – wieder errichtet. Auf dem Grabstein des 1771 verstorbenen Müllers Hans Christiansen ist diese Mühle abgebildet.
Im Jahr 1850 wurde die Mühle erneut zerstört, dieses Mal durch einen Brand. Als Ursache heißt es in einigen Quellen, das Achslager der Flügelwelle sei bei starkem Wind heißgelaufen. Von anderer Seite heißt es, das Feuer entstand angeblich durch Brandstiftung eines dänischen Soldaten.
Bereits im Jahr der Zerstörung, 1850, wurde mit dem Wiederaufbau – nun nicht mehr als Bockmühle, sondern als Holländermühle – begonnen, und im Folgejahr 1851 ging die neue Mühle in Betrieb.
Im Jahre 1905 wurde die Technik der Mühle grundlegend modernisiert. Es wurde ein Gurtbecherwerk (Elevator) nachgerüstet, so dass der Müller das Getreide nicht mehr mühsam sackweise zur Aufgabe (Schütte) nach oben schaffen musste. Ein Benzolmotor diente fortan als Reserveantrieb, so dass der Mühlenbetrieb bei Flaute nicht mehr stillstehen musste; später wurde der Motor durch einen Dieselmotor ersetzt. Weiterhin wurde ein zusätzlicher Mahlgang zum Schälen von Gerste und zum Mahlen von Graupen nachgerüstet. Dieser Mahlgang wurde aber bereits in den 1920er Jahren wieder ausgebaut.
Im Jahr 1922 dient die Mühle als Schauplatz für eine spektakuläre Wette, als ein Theaterdirektor namens Mielke sich im Beisein zahlreicher Zuschauer an einem Flügel hängend zehn Mal im Kreis herumschleudern ließ.
Zu dieser Zeit – vermutlich bereits spätestens seit der Modernisierung von 1905 – war die Mühle mit Jalousieflügeln ausgestattet. Bis heute zeugt als Überrest die „Spinne“ (ein Metallkreuz zur Verstellung der Jalousieschubstangen) in der Mitte des Flügelwellkopfes von dieser Technik. Im Jahr 1944 erhielt die Mühle neue, aerodynamisch verbesserte Flügel mit Bilau'schen Ventikanten. Derart ertüchtigt blieb die Mühle in Betrieb, bis die Wirtschaftlichkeit nicht mehr ausreichte, um notwendige Reparaturen zu finanzieren. Bereits ab 1954 wurde nur noch mit Motor-, nicht mehr mit Windkraft gemahlen. 1960 wurde die Mühle ganz stillgelegt. Kurz darauf verursachte der Februar-Orkan 1962 einen schweren Schaden an den Flügeln und gab diesen den Rest.
Danach wurde die Mühle mehrfach verkauft. Der neue Eigentümer richtete 1971 im Erdgeschoss (auf dem ehemaligen Mehl- und Absackboden) und im Nebengebäude ein Restaurant ein. Er bemühte sich aber auch, die Mühlentechnik auf den oberen Böden zu erhalten und für Besucher zugänglich zu machen. Er stattete die Mühle sogar mit neuen Flügeln, einfachen Segelgatterflügeln, aus.
Bis heute (Stand Mitte 2012) wird das Erdgeschoss der Mühle gastronomisch genutzt. Im zweiten und dritten Geschoss (auf dem Stein- und dem Stirnradboden) waren seit den 1970er Jahren verschiedene künstlerischen und handwerkliche Werkstätten und Ausstellungsräume untergebracht. Aktuell (Stand Mitte 2012) wird hier das Kunsthandwerk der Zinngießerei praktiziert und vorgeführt.
Im Jahr 2011 brach bei einem Sturm eine der Flügelruten. Im Sommer 2012 ließ der damalige Besitzer, Hans-Otto Buth, die Flügel vollständig reparieren, so dass die Mühle heute wieder das traditionelle Bild bietet. Am 1. November 2012 wurde die Wrixumer Mühle dann an den Amerika-Historiker und Publizisten Dietmar Kuegler verkauft, der das Restaurant weiter betrieben hat. Kurz nach der Übergabe des Gebäudes wurde bei einem Sturm wieder ein Flügel beschädigt. Nach der Schließung des Restaurants und des fortschreitenden Verfalls des Gebäudes wurde die Mühle im Juni 2016 von der Gemeinde Wrixum erworben, um das Wahrzeichen zu erhalten.  Gleichzeitig wurde der Wrixumer Mühlenverein e. V. ins Leben gerufen, um die notwendige Sanierung der Mühle zu übernehmen.
Der obere, denkmalgeschützte Teil der Mühle ist seit der Aufgabe der Zinngießerei ebenfalls nicht mehr für die Öffentlichkeit zugänglich.
Die Gemeinde Wrixum und der Wrixumer Mühlenverein e. V. versuchen durch Mitgliedsbeiträge und Spenden die Mühle wieder in einen funktionstüchtigen Zustand zu versetzen, um dort wieder Veranstaltungen, Feste, und auch Mühlenführungen durchführen zu können.

## Technische Ausstattung
Die Wrixumer Mühle ist eine klassische Holländerwindmühle vom Typ Erdholländer mit gemauertem Sockel und hölzernem, reetgedecktem Achtkant ohne Galerie (Erdholländer). Der Zugang zu den Flügel erfolgte auf der Nord- und Ostseite vom Dach des Nebengebäudes („Dachholländer“), auf der Süd- und Westseite über einen angeschütteten Wall („Wallholländer“).
Das Drehen der Kappe mit dem Flügelkreuz vor den Wind erfolgte automatisch über eine Windrose.
Die Mühle verfügte einst über drei, zeitweise sogar vier Mahlgänge, von denen heute zwei erhalten sind. Vorhanden und zu besichtigen ist weiterhin ein Steinkran, der Sackaufzug, ein Elevator (Becherwerk) und ein Windsichter.

## Bildergalerie

Wrixumer Wappen mit der Mühle
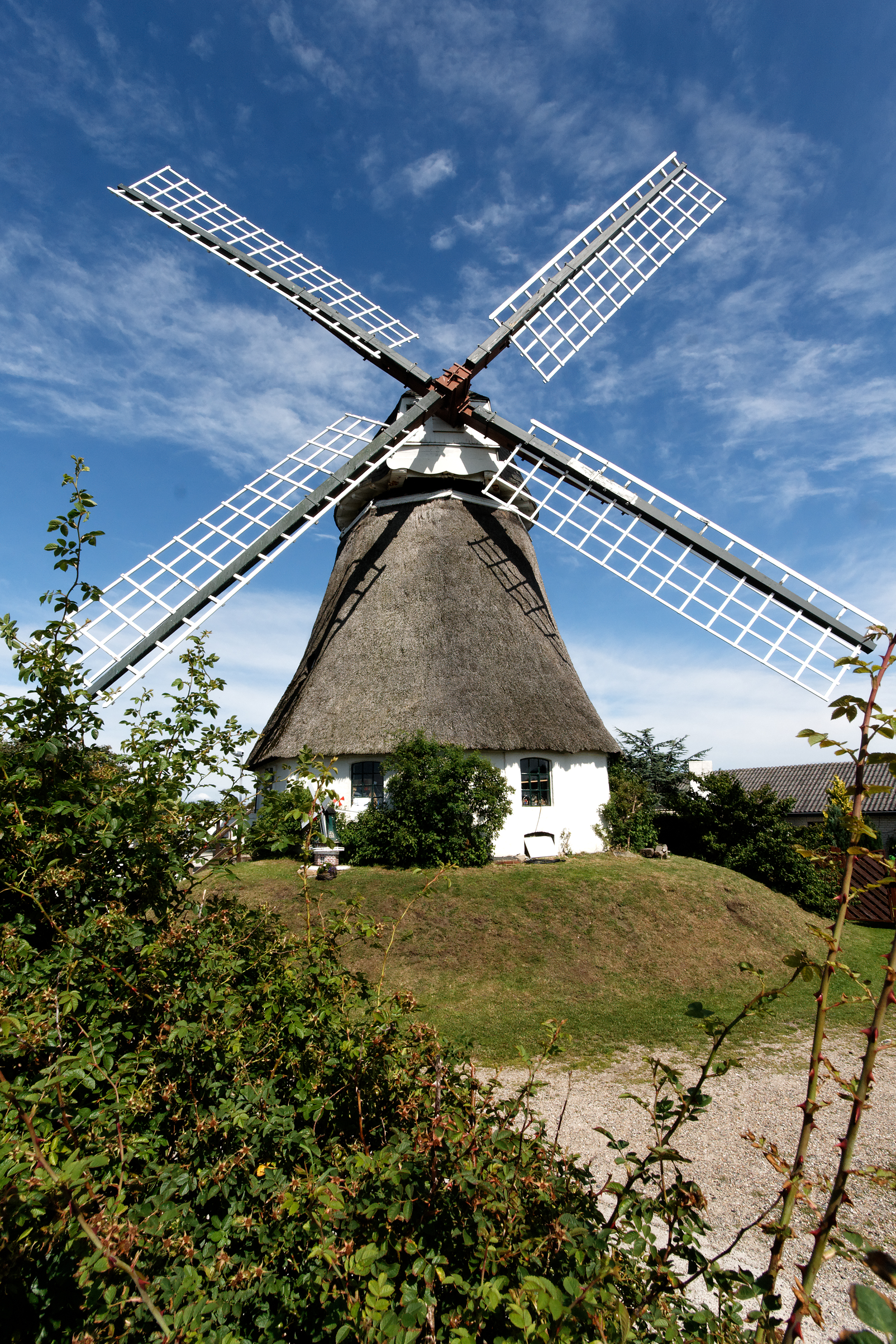
Mühle von der Südseite
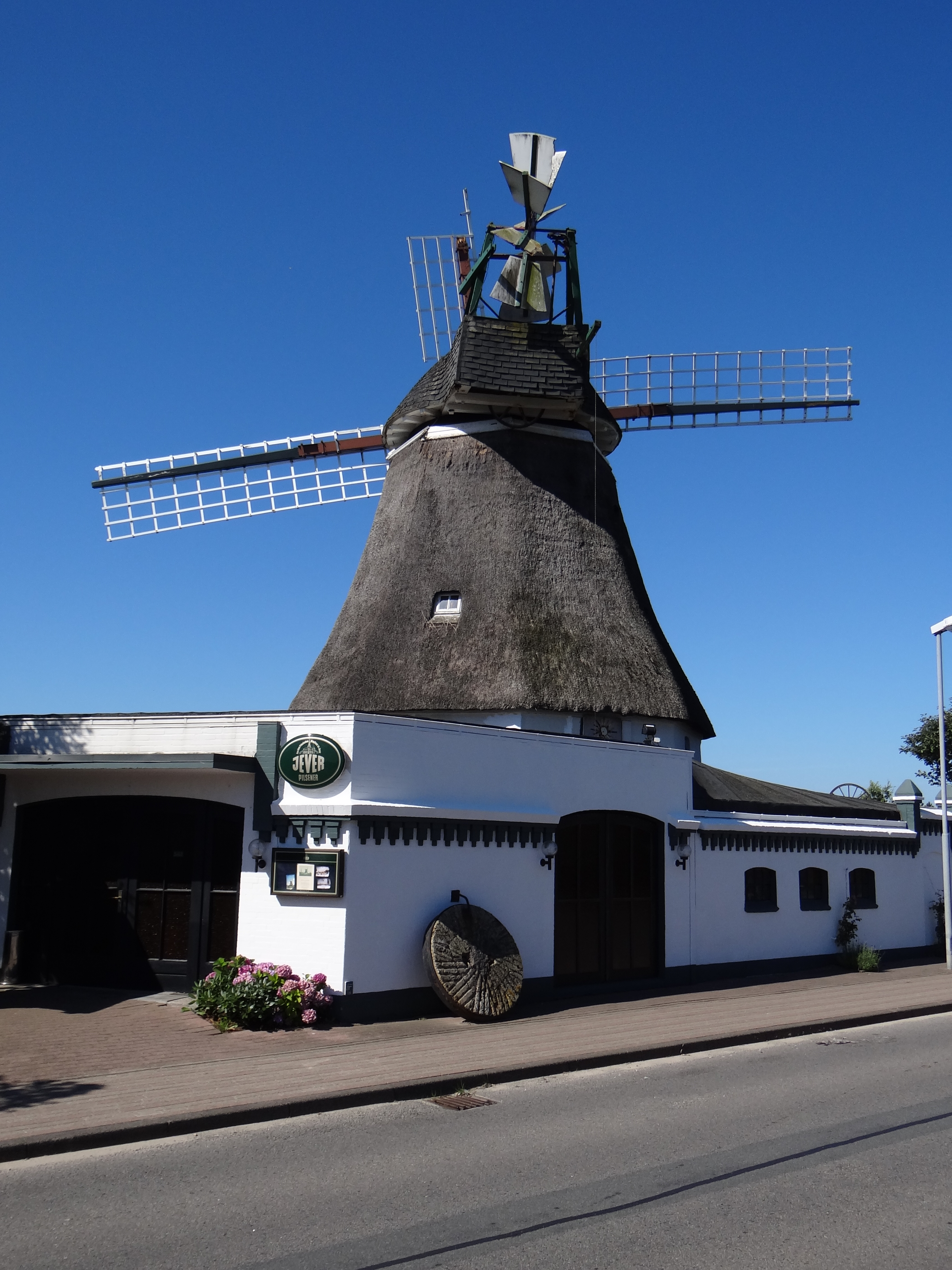
Mühle von der Nordseite (2012, mit gebrochenem Flügel)
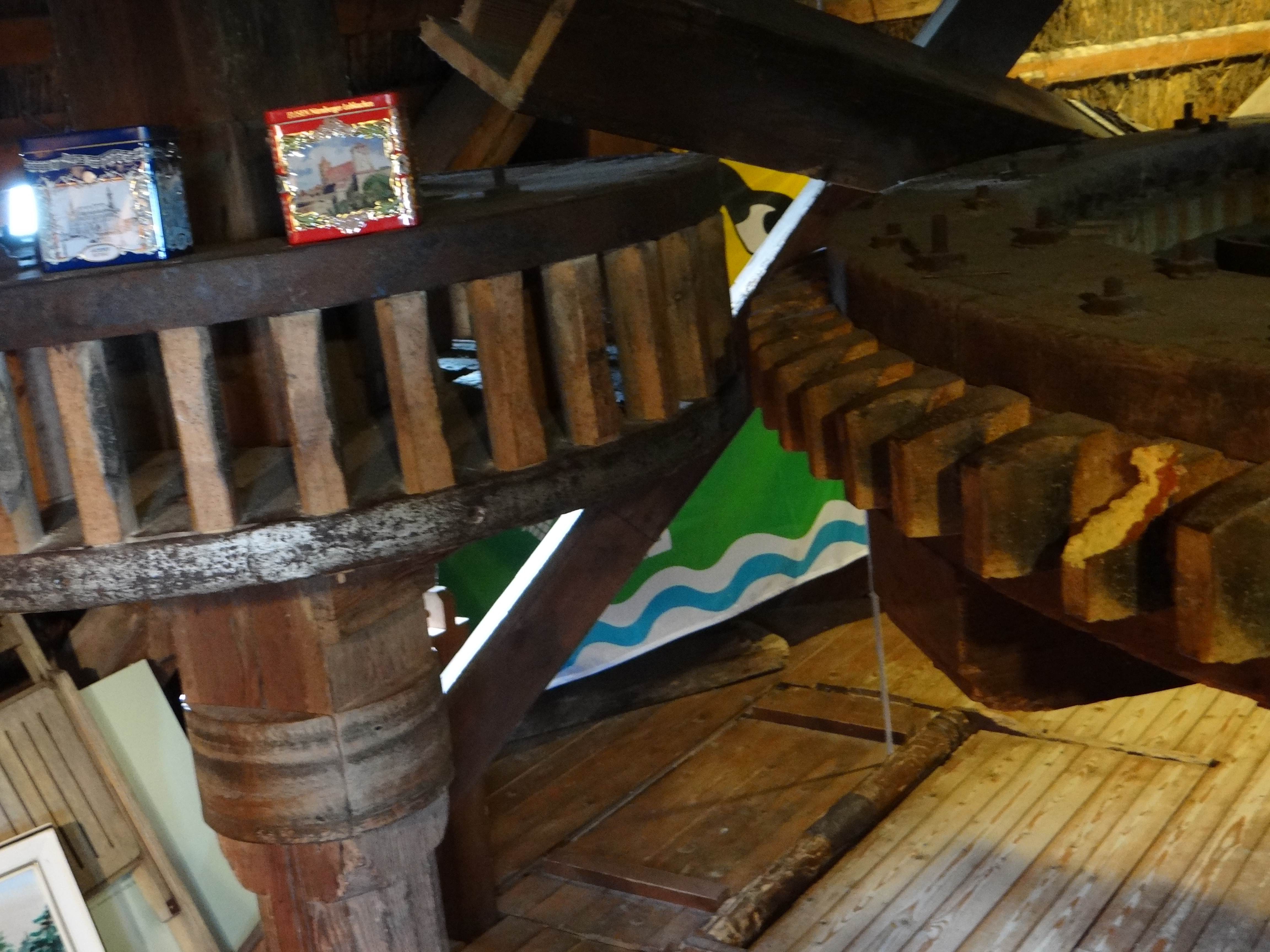
Klüver und Stirnrad